# Diego Churín
Diego Churín Puyo (Arroyo Dulce, 1º dicembre 1989) è un calciatore argentino, attaccante dell'Universitario.